# Alexei Jekimov
Alexej Ivanovitsj Jekimov (Russisch Алексей Иванович Екимов; 1945) is een Russisch vaste-stoffysicus en een pionier in het onderzoek naar nanomaterialen. In 1981 ontdekte hij de halfgeleider nanokristallen die bekend staan als kwantumstippen, terwijl hij werkzaam was bij het Staatsinstituut voor Optica Vavilov. Hiervoor ontving in 2023 hij de Nobelprijs voor Scheikunde.

## Biografie
Jekimov werd geboren in de Sovjet-Unie. In 1967 studeerde hij af aan de Natuurkundefaculteit van de Staatsuniversiteit van Leningrad en behaalde vervolgens in 1974 zijn doctoraat in de natuurkunde aan het Joffe Fysisch-Technisch Instituut van de Russische Academie van Wetenschappen. 

### Werk
Na zijn afstuderen verhuisde Jekimov naar het Staatsinstituut voor Optica Vavilov om onderzoek te doen. Eind jaren zeventig onderzocht hij de kleurvorming van glazen die met halfgeleiders waren gedoteerd. Hierin ontdekte hij dat halfgeleiderkristallen op nanoschaal licht kon absorberen bij kortere golflengten dan verwacht. Samen met zijn collega Aleksander Efros van het Joffre-instituut kon hij bewijzen dat de grootte van deze zogenaamde kwantumstippen grotendeels verantwoordelijk is voor hun optische eigenschappen. Rond dezelfde tijd werkte Louis Brus bij Bell Labs aan een manier waarop de grootte van deze colloïdale halfgeleider nanokristallen kon worden beïnvloed. Pas na bijna dertig jaar onderzoek werden begin 2010 de eerste commerciële toepassingen van kwantumstippen gepresenteerd.
Sedert 1999 woont en werkt Jekimov in de Verenigde Staten als wetenschappelijk directeur bij Nanocrystals Technology, een particulier bedrijf dat gevestigd is in de staat New York.

## Erkenning
Jekimov werd in 1975 onderscheiden van de Staatsprijs voor Natuurkunde en Technologie van de USSR voor zijn werk omtrent elektronspin-oriëntatie in halfgeleiders. In 2006 ontving hij de Alexander von Humboltprijs voor zijn werk op het gebied van kwantumstippen. Samen met Efros en Brus is hij co-laureaat van de R.W. Wood Prize in 2006 van de Optical Society of America en in 2023 ontving hij, samen Brus en Bawendi, de Nobelprijs voor Scheikunde.
1901: Van 't Hoff ·
1902: E. Fischer ·
1903: Arrhenius ·
1904: Ramsay ·
1905: Baeyer ·
1906: Moissan ·
1907: Buchner ·
1908: Rutherford ·
1909: Ostwald ·
1910: Wallach ·
1911: Curie ·
1912: Grignard, Sabatier ·
1913: Werner ·
1914: Richards ·
1915: Willstätter ·
1918: Haber ·
1920: Nernst ·
1921: Soddy ·
1922: Aston ·
1923: Pregl ·
1925: Zsigmondy ·
1926: Svedberg ·
1927: Wieland ·
1928: Windaus ·
1929: Harden, Euler-Chelpin ·
1930: H. Fischer · 
1931: Bosch, Bergius ·
1932: Langmuir ·
1934: Urey ·
1935: F. Joliot-Curie, I. Joliot-Curie ·
1936: Debye ·
1937: Haworth, Karrer ·
1938: Kuhn ·
1939: Butenandt, Ružička ·
1943: Hevesy · 
1944: Hahn ·
1945: Virtanen ·
1946: Sumner, Northrop, Stanley ·
1947: Robinson · 
1948: Tiselius · 
1949: Giauque ·
1950: Diels, Alder ·
1951: McMillan, Seaborg ·
1952: Martin, Synge ·
1953: Staudinger ·
1954: Pauling ·
1955: Vigneaud ·
1956: Hinshelwood, Semjonov ·
1957: Todd ·
1958: Sanger ·
1959: Heyrovský ·
1960: Libby ·
1961: Calvin ·
1962: Perutz, Kendrew ·
1963: Ziegler, Natta ·
1964: Hodgkin ·
1965: Woodward ·
1966: Mulliken ·
1967: Eigen, Norrish, Porter ·
1968: Onsager ·
1969: Barton, Hassel ·
1970: Leloir ·
1971: Herzberg ·
1972: Anfinsen, Moore, Stein · 
1973: E.O. Fischer, Wilkinson · 
1974: Flory ·
1975: Cornforth, Prelog ·
1976: Lipscomb ·
1977: Prigogine · 
1978: Mitchell ·
1979: Brown, Wittig ·
1980: Berg, Gilbert, Sanger ·
1981: Fukui, Hoffmann ·
1982: Klug ·
1983: Taube ·
1984: Merrifield ·
1985: Hauptman, Karle ·
1986: Herschbach, Lee, Polanyi ·
1987: Cram, Lehn, Pedersen ·
1988: Deisenhofer, Huber, Michel ·
1989: Altman, Cech ·
1990: Corey ·
1991: Ernst ·
1992: Marcus ·
1993: Mullis, Smith ·
1994: Olah ·
1995: Crutzen, Molina, Rowland ·
1996: Curl, Kroto, Smalley ·
1997: Boyer, Walker, Skou ·
1998: Kohn, Pople ·
1999: Zewail ·
2000: Heeger, MacDiarmid, Shirakawa ·
2001: Knowles, Noyori, Sharpless ·
2002: Fenn, Tanaka, Wüthrich ·
2003: Agre, MacKinnon ·
2004: Ciechanover, Hershko, Rose ·
2005: Grubbs, Schrock, Chauvin ·
2006: Kornberg ·
2007: Ertl ·
2008: Shimomura, Chalfie, Tsien ·
2009: Steitz, Yonath, Ramakrishnan ·
2010: Heck, Negishi, Suzuki ·
2011: Shechtman ·
2012: Kobilka, Lefkowitz ·
2013: Karplus, Levitt, Warshel ·
2014: Betzig, Hell, Moerner ·
2015: Lindahl, Modrich, Sancar ·
2016: Sauvage, Stoddart, Feringa ·
2017: Dubochet, Frank, Henderson · 
2018: Arnold, Winter, Smith ·   
2019: Goodenough, Whittingham, Yoshino ·
2020: Charpentier, Doudna ·
2021: List, MacMillan ·
2022: Bertozzi, Meldal, Sharpless ·
2023: Bawendi, Brus, Jekimov ·
2024: Baker, Hassabis, Jumper